# Xiangtanzi Shuiku
Xiangtanzi Shuiku (kinesiska: 响滩子水库) är en reservoar i Kina. Den ligger i provinsen Sichuan, i den sydvästra delen av landet, omkring 73 kilometer öster om provinshuvudstaden Chengdu. Xiangtanzi Shuiku ligger 443 meter över havet. Arean är 0,18 kvadratkilometer. Trakten runt Xiangtanzi Shuiku består till största delen av jordbruksmark. Den sträcker sig 0,6 kilometer i nord-sydlig riktning, och 0,9 kilometer i öst-västlig riktning.
Genomsnittlig årsnederbörd är 1 192 millimeter. Den regnigaste månaden är juli, med i genomsnitt 319 mm nederbörd, och den torraste är december, med 6 mm nederbörd.